# Jacquees

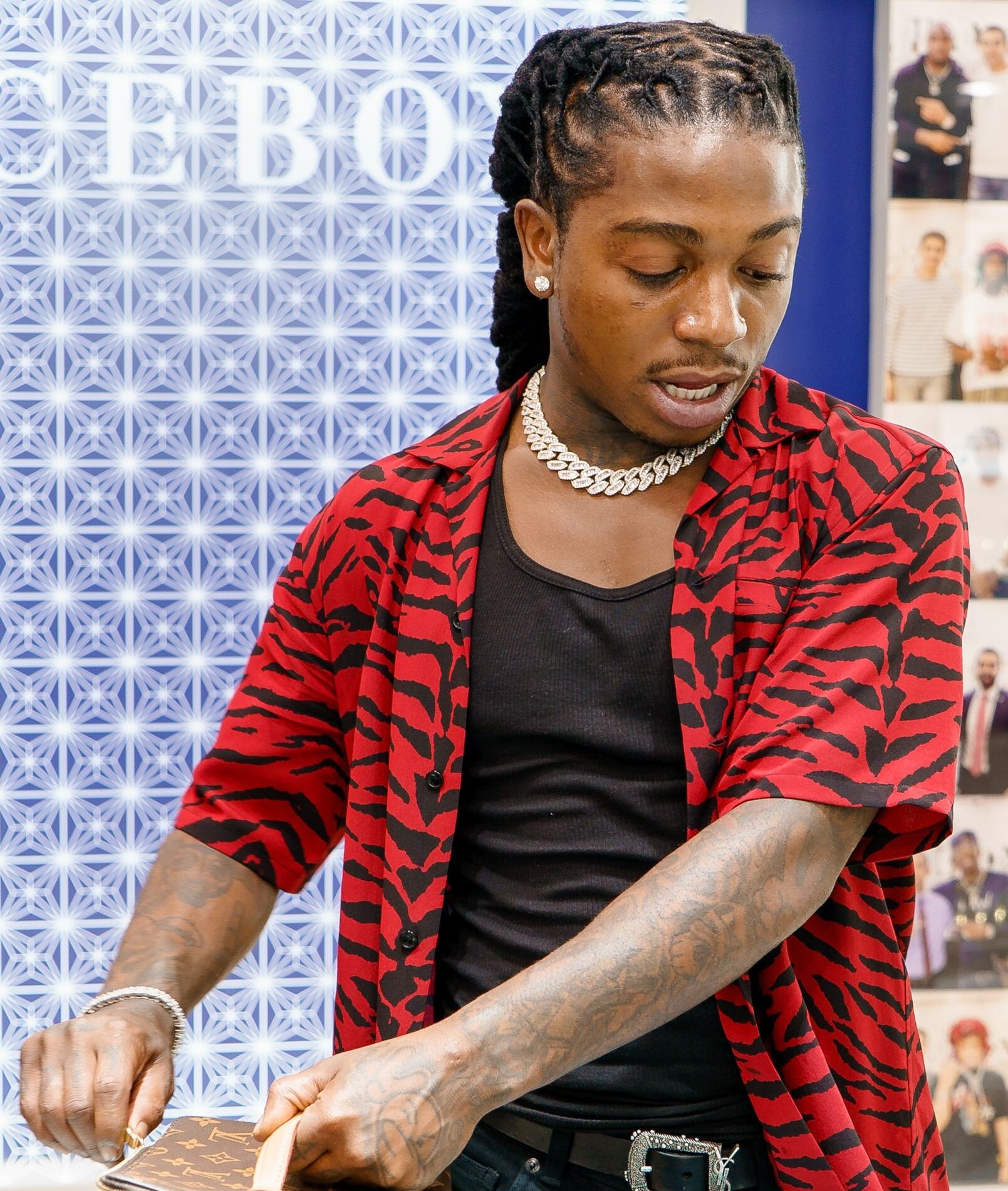
Jacquees (2019)

Jacquees (* 15. April 1994 in Decatur, Georgia, als Rodriquez Jacquees Broadnax) ist ein US-amerikanischer R&B-Musiker und Rapper. Mit der Single B.E.D. und seinem Debütalbum 4275 hatte er ab 2017 seine ersten Charterfolge.

## Biografie
Rodriquez Jacquees Broadnax wuchs in Georgia auf. Beeindruckt von den Karrieren der Jacksons und der Temptations begann er selbst mit dem Singen und nahm an Talentshows teil. Er knüpfte dadurch Beziehungen ins Musikgeschäft und begann 2011 seine eigene Musikerkarriere mit seiner ersten EP-Veröffentlichung I Am Jacquees. Rapper T.I. war darauf zu Gast.
Es folgten mehrere Mixtapes, bevor er 2014 mit seiner zweiten EP 19 einen ersten größeren Erfolg hatte. Mit Chris Brown und Lloyd hatte er erneut namhafte Unterstützung und schaffte es so in den R&B-Albumcharts auf Platz 31. Dies brachte ihm einen Plattenvertrag mit dem Label Cash Money, wo er weitere Mixtapes und eine EP mit Birdman folgen ließ, ohne aber erst einmal weitere Erfolge zu erzielen.
Der Durchbruch kam schließlich im Sommer 2017 mit dem Song B.E.D., mit dem er es erstmals in die offiziellen US-Singlecharts schaffte und für das er Doppelplatin bekam. Nach einem weiteren Hit zusammen mit Dej Loaf Anfang 2018 mit dem Titel At the Club, der aus einem gemeinsamen Mixtape stammte, folgte sein erstes richtiges Studioalbum 4275. Es kam in die Top 40 der Albumcharts und erreichte Goldstatus. Der darauf enthaltene Song You brachte ihm ein weiteres Mal Single-Platin.
Wieder prominente Unterstützung hatte er ein Jahr später beim Nachfolgealbum King of R&B mit Gästen wie Lil Baby, Young Thug und Gunna. Obwohl es sogar auf Platz 20 der Billboard 200 kam, kam es insgesamt aber nicht an den Debüterfolg heran.
In den nächsten beiden Jahren während der Corona-Pandemie gingen seine Veröffentlichungen zurück. 2020 erschien ein Mixtape und eine Single mit Chris Brown, im Jahr darauf mehrere Singles unter anderem mit Future und 2 Chainz, die aber allesamt keine größeren Chartplatzierungen erreichten.

## Diskografie

### Alben
| Jahr | Titel             | Höchstplatzierung, Gesamtwochen, AuszeichnungChartplatzierungen (Jahr, Titel, Platzierungen, Wochen, Auszeichnungen, Anmerkungen) | Höchstplatzierung, Gesamtwochen, AuszeichnungChartplatzierungen (Jahr, Titel, Platzierungen, Wochen, Auszeichnungen, Anmerkungen) | Anmerkungen                             |
| Jahr | Titel             | US | R&B | Anmerkungen                             |
| ---- | ----------------- | --- | --- | --------------------------------------- |
| 2014 | 19                | — | R&B31 (1 Wo.)R&B | Erstveröffentlichung: 25. März 2014 EP  |
| 2018 | 4275              | US35 Platin · (18 Wo.)US | R&B18 (1 Wo.)R&B | Erstveröffentlichung: 15. Juni 2018     |
| 2019 | King of R&B       | US20 (4 Wo.)US | R&B15 (2 Wo.)R&B | Erstveröffentlichung: 8. November 2019  |
| 2022 | Sincerely for You | US163 (1 Wo.)US | R&B20 (1 Wo.)R&B | Erstveröffentlichung: 16. Dezember 2022 |

Mixtapes
- 2011: Round of Applause
- 2012: Fan Affiliated
- 2013: Quemix
- 2015: Quemix 2
- 2016: Mood
- 2017: Since You Playin’
- 2017: Fuck a Friend Zone (mit Dej Loaf)
- 2018: Lost at Sea 2 (mit Birdman)
- 2020: Exit 68

EPs
- 2011: I Am Jacquees
- 2016: Lost at Sea (mit Birdman)
- 2018: This Time I’m Serious
- 2019: Christmas in Decatur

### Singles
| Jahr | Titel Album                    | Höchstplatzierung, Gesamtwochen, AuszeichnungChartplatzierungen (Jahr, Titel, Album, Platzierungen, Wochen, Auszeichnungen, Anmerkungen) | Höchstplatzierung, Gesamtwochen, AuszeichnungChartplatzierungen (Jahr, Titel, Album, Platzierungen, Wochen, Auszeichnungen, Anmerkungen) | Höchstplatzierung, Gesamtwochen, AuszeichnungChartplatzierungen (Jahr, Titel, Album, Platzierungen, Wochen, Auszeichnungen, Anmerkungen) | Anmerkungen                                                         |
| Jahr | Titel Album                    | UK | US | R&B | Anmerkungen                                                         |
| --- | ------------------------------ | --- | --- | --- | ------------------------------------------------------------------- |
| 2015 | B.E.D. Mood                    | UK— SilberUK | US69 a ×4Vierfachplatin · (13 Wo.)US | R&B30 a (18 Wo.)R&B | Erstveröffentlichung: 27. November 2015                             |
| 2017 | At the Club Fuck a Friend Zone | UK— SilberUK | US86 ×2Doppelplatin · (7 Wo.)US | R&B40 (14 Wo.)R&B | Erstveröffentlichung: 29. September 2017 featuring Dej Loaf         |
| 2018 | Ocean 2.0                      | — | US76 (3 Wo.)US | R&B28 (4 Wo.)R&B | Erstveröffentlichung: 2. Februar 2018 TK Kravitz featuring Jacqueez |
| 2018 | You 4275                       | — | US58 ×3Dreifachplatin · (12 Wo.)US | R&B26 (13 Wo.)R&B | Erstveröffentlichung: 30. März 2018                                 |
| Folgende Lieder erschienen nicht als Single, wurden aber durch das Album zum Download und Streaming bereitgestellt und konnten somit eine Platzierung erlangen: |                                | | | |                                                                     |
| |                                | | | |                                                                     |
| 2020 | What’s on Your Mind Kiss 5     | — | US— GoldUS | R&B42 (2 Wo.)R&B | K Camp featuring Jacqueez                                           |

Weitere Singles
- 2014: Feel It (feat. Rich Homie Quan & Lloyd, US: Gold)
- 2014: Iz Dat You
- 2015: Come Thru (feat. Rich Homie Quan, US: Platin)
- 2015: Like Baby
- 2015: Good Feeling
- 2019: Who’s (US: Platin)
- 2019: Your Peace (feat. Lil Baby, US: Platin)
- 2019: Fact or Fiction
- 2020: Put in Work (feat. Chris Brown, US: Gold)
- 2021: Freaky As Me (feat. Mulatto)
- 2021: Bed Friend (feat. Queen Naija)
- 2021: Not Jus’ Anybody (feat. Future)
- 2021: Land of the Free (feat. 2 Chainz)

Gastbeiträge
- 2018: Black Bonnie (Wale feat. Jacquees)
- 2018: Work Sumn (Kirko Bangz feat. Tory Lanez & Jacquees)
- 2019: Alone (Dave East feat. Jacquees)
- 2020: Why (Angelica Vila feat. Jacquees)

## Auszeichnungen für Musikverkäufe
| Goldene Schallplatte - Brasilien - 2024: für die Single Who’s - Vereinigte Staaten - 2025: für das Lied Inside Platin-Schallplatte - Brasilien - 2024: für die Single B.E.D. 2× Platin-Schallplatte - Brasilien - 2024: für die Single You |

Anmerkung: Auszeichnungen in Ländern aus den Charttabellen bzw. Chartboxen sind in ebendiesen zu finden.
| Land/RegionAuszeichnungen für Musikverkäufe (Land/Region, Auszeichnungen, Verkäufe, Quellen) | Silber     | Gold     | Platin       | Verkäufe   | Quellen             |
| -------------------------------------------------------------------------------------------- | ---------- | -------- | ------------ | ---------- | ------------------- |
| Brasilien (PMB)                                                                              | —          | Gold1    | 3× Platin3   | 160.000    | pro-musicabr.org.br |
| Vereinigte Staaten (RIAA)                                                                    | —          | 4× Gold4 | 13× Platin13 | 15.000.000 | riaa.com            |
| Vereinigtes Königreich (BPI)                                                                 | 2× Silber2 | —        | —            | 400.000    | bpi.co.uk           |
| Insgesamt                                                                                    | 2× Silber2 | 5× Gold5 | 16× Platin16 |            |                     |